# Трайкович, Бранислав
Бранислав Трайкович (серб. Бранислав Трајковић; 29 августа 1989, Оджаци (община), СР Сербия) — сербский футболист, защитник клуба «Ушче».

## Клубная карьера
Профессиональный дебют Трайковича состоялся в 2005 году в возрасте 16 лет в составе команды «Хайдук». Следующие два года он провёл в арендах. Одной из его временных команд стал клуб «Раднички». В 2008 году Трайкович вернулся в «Хайдук» и сразу занял место центрального защитника в основном составе.
В августе 2010 года Бранислав подписал контракт с клубом «Войводина». Благодаря своей прекрасной репутации одного из лучших защитников чемпионата он стал капитаном команды.
11 января 2014 года стал игроком белградского сПартизана". В новом клубе футболист вновь стал играть под руководством Марко Николича, который тренировал его в бывшем клубе и перебрался в столичную команду немного раньше футболиста. Но у клуба пошла чёрная полоса.
В сезонах 2015 и 2016 играл за казахстанский клуб «Ордабасы».
31 августа 2017, вернувшись в Сербию, стал выступать за другой белградский клуб «Земун».
30 марта 2019 подписал контракт с белорусской «Ислочью», но не сыграв ни одной игры в конце сезона расстался с клубом.

## Карьера в сборной
Бранислав Трайкович был вызван в национальную сборную Сербии в преддверии товарищеского матча против сборной Кипра, который состоялся 6 февраля 2013 года. Но он так и не вышел на поле в том матче. Его дебют за сборную состоялся 15 октября 2013 года в матче против Македонии.